# Mormopterus phrudus
Mormopterus phrudus är en fladdermusart som först beskrevs av Charles O. Handley 1956.  Mormopterus phrudus ingår i släktet Mormopterus och familjen veckläppade fladdermöss. IUCN kategoriserar arten globalt som sårbar. Inga underarter finns listade i Catalogue of Life.
Denna fladdermus liknar Mormopterus kalinowskii i utseende. Den blir 50 till 51 mm lång (huvud och bål) och har en 29 till 32 mm lång svans.
Arten är bara känd från ett naturskyddsområde nära Machu Picchu i södra Peru. Fladdermusen når där 3000 meter över havet. Habitatet utgörs antagligen av bergsskogar.